# Édouard Guibert
Édouard Guibert, né le 20 avril 1937 à Lyon et mort le 31 décembre 2000 à Saint-Léonard-en-Beauce (Loir-et-Cher), est un journaliste français de radio et de télévision. Syndicaliste, membres du Bureau National du Syndicat national des journalistes (SNJ) dans les années 1970 et a défendu à ce titre les journalistes de l'ORTF. Il a été, ultérieurement, directeur de l’information de France 3 de 1982 jusqu’en 1984.

## Biographie
Né en 1937 à Lyon, Édouard Guibert a commencé sa carrière à l’ORTF, au bureau régional de Nancy, avant de rejoindre France Inter pour coprésenter le journal de 13 heures.  
En mai 1968, il fut l’un des animateurs de la grève du personnel « réclamant une véritable autonomie de la radio-télévision publique », selon ses proches. Licencié puis réintégré, il a été jusqu’en 1974 secrétaire général de la section ORTF du Syndicat national des journalistes (SNJ).  
Lors de l'éclatement de l'ORTF à la fin 1974, il refuse le poste qui lui est proposé et demande à partager le sort des journalistes licenciés. Il travaille alors notamment au Portugal, où il anime, après la Révolution des Œillets, plusieurs missions longues de formation des journalistes de la Radio Télévision Portugaise. Il a été membre de la commission supérieure de la Commission de la carte d’identité des journalistes professionnels. 
En 1981, Édouard Guibert fut nommé conseiller du Président de France 3 puis Directeur de l’information de la chaîne, poste qu’il occupa jusqu’en 1984. Il finit par démissionner à la suite d’un désaccord avec le directeur général Serge Moati.  
Enseignant au Centre de formation des journalistes (CFJ), il y développe le département audiovisuel. Il a assuré l'intérim de la direction général de cette école de journalisme en 1995. 
Il est décédé le jour de la Saint-Sylvestre de l'année 2000 à l’âge de 63 ans.